# 윌 글럭
윌 글럭(Will Gluck, 1978년 11월 7일 ~ )은 미국의 감독, 프로듀서, 영화각본가, 작곡가이다.

## 작품 목록

### 영화
- 파이어드 업! (2009)
- 이지 A (2010)
- 프렌즈 위드 베네핏 (2011)
- 애니 (2014)
- 피터 래빗 (2018)
- 피터 래빗 2: 파 프롬 가든 (2021)
- 페이크 러브 (2023)

### 텔레비전
- 루이스 (2003)
- 더 루프 (2006-07)
- 마이클 J. 폭스 쇼 (2013-14)